# Кармель (квартал)
32°48′19″ пн. ш. 34°58′56″ сх. д. / 32.80527778° пн. ш. 34.98222222° сх. д.
Кармель (івр. כרמל) — найгустонаселеніший квартал Хайфи, в якому 2008 року проживало близько 45220 жителів, що становить близько 17 % від загального числа жителів міста. Райони кварталу побудовані уздовж північної частини хребта Кармель і на його продовженнях на захід, по обидва боки від транспортної осі бульвару Моріа — Ханасі — Черніховскій, оточені Ваді і населені середнім і високим соціальним населенням. Згідно з муніципальними кордонами, загальна площа району Кармель становить близько 7,86 км² (близько 12 % всієї юрисдикції Хайфи).

## Райони
- Кармелія
- Вардія
- Західний Кармель
- Центральний Кармель
- Кабабір
- Французький Кармель

## Галерея
|                                                                                |
| Вежі «Панорама», символ Кармелю. Ліва вежа — готель, права — житловий будинок. |

|          |
| Кармелія |

|                                 |
| Район Вардія, погляд на південь |

|                     |
| Центральний Кармель |

|                                                                     |
| вид на Хайфу з верхніх воріт Бахайських садів Центральному Кармелі. |

|                       |
| Вид на район Кабабір. |

| |
| Готелі в Кармелі, як виглядають з нижнього міста. Праворуч ліворуч: «Дан Кармель», «Ноф», «Дан Панорама» |